# Muzika za decu
Muzika za decu är det fjärde studioalbumet från den montenegrinska sångaren Rambo Amadeus. Det släpptes år 1995 och innehåller 12 låtar.

## Låtlista
1. "Popaj i Badža"
2. "Kojot Kosta"
3. "Pera Detlić"
4. "Kapetan Kuka"
5. "Gargamel"
6. "Patak Dača"
7. "Hromi Daba"
8. "Tom i Džeri"
9. "Duško Dugouško"
10. "Braća Dalton"
11. "Sex"
12. "Abvgd"